# Mimonthophagus hinnulus
Mimonthophagus hinnulus là một loài bọ cánh cứng trong họ Bọ hung (Scarabaeidae).